# Sergey Borisov
Sergey Borisov (né le 25 janvier 1983) est un coureur cycliste russe. Spécialisé dans les épreuves de vitesse sur piste, il a représenté la Russie aux Jeux olympiques de 2012 à Londres.

## Palmarès

### Jeux olympiques
- Londres 2012
  - 7e de la vitesse par équipes
  - 15e du keirin

### Championnats du monde
- 2000
  -  Médaillé d'argent de la vitesse par équipes juniors
- Pruszków 2009
  - 6e du keirin
  - 10e de la vitesse par équipes
- Copenhague 2010
  - 6e de la vitesse par équipes
- Apeldoorn 2011
  - Éliminé aux repêchages du keirin
  - 32e de la vitesse individuelle
- Melbourne 2012
  - 6e de la vitesse par équipes
  - Éliminé aux repêchages du keirin
  - 37e de la vitesse individuelle

### Coupe du monde
- 2009-2010
  - 3e de la vitesse par équipes à Melbourne
- 2011-2012
  - 1er de la vitesse par équipes à Pékin
  - 2e du keirin à Pékin
  - 3e du keirin à Astana

### Championnats d'Europe
- 2001
  -  Médaillé de bronze de la vitesse individuelle juniors
  -  Médaillé de bronze de la vitesse par équipes juniors
- 2003
  -  Médaillé d'argent de la vitesse par équipes

### Championnats nationaux
- Champion de Russie de vitesse par équipes en 2011 avec Denis Dmitriev et Sergey Kucherov